# 杉浦貴
杉浦 貴（すぎうら たかし、1970年5月31日 - ）は、日本の男性プロレスラー、総合格闘家、アマチュアレスリング選手。愛知県名古屋市出身。プロレスリング・ノア所属。元自衛官。血液型B型。
高校卒業後、自衛隊に入隊しレスリングを本格的に始める。レスリング選手としては3度の国体優勝の他、1995年の全日本選手権優勝、1996年のアジア選手権4位といった実績を持つ。
後にプロレスラーに転向し、2000年に新団体プロレスリング・ノア初の新人選手として30歳でノア 生え抜き 第1号としてプロデビューした。

プロレスリング・ノアのグローバル・オナード・クラウン（GHC）を冠した5王座全てを獲得（グランドスラムを達成）した初の選手である。

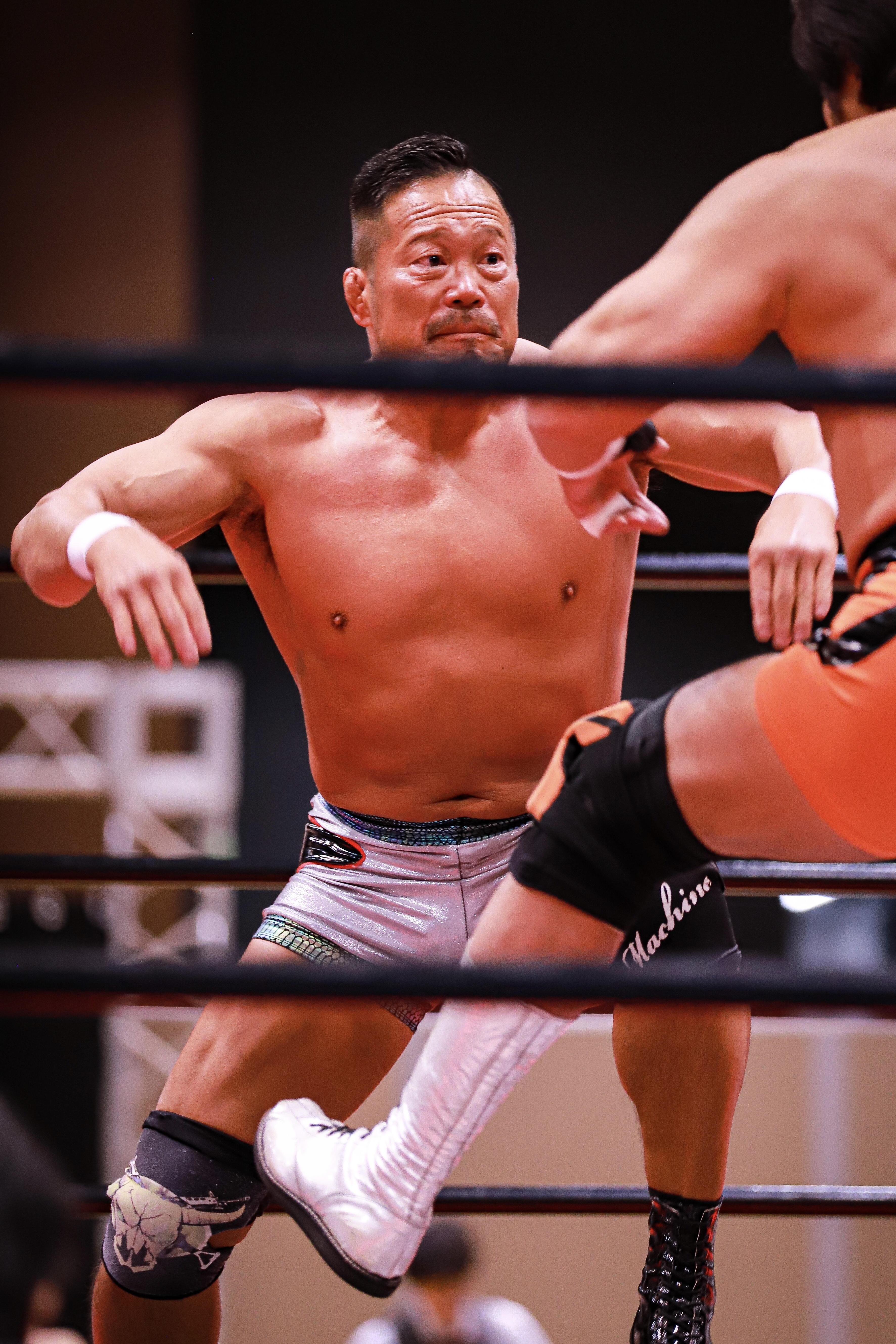
2023.05.06 押忍PREMIUM 杉浦貴選手

## 来歴

### デビュー前
杉浦がプロレスに興味を持ったのは小学5年生の時であり、テレビで初代タイガーマスクの試合を観戦した時に強い衝撃を受けたという。毎週金曜午後8時にはプロレス中継に釘付けとなり、ほぼすべての放送を視聴していた。翌朝は学校で友人と前夜の試合内容を語り合い、プロレスごっこに興じていたという。
将来はプロレスラーになることを志していたが、中学校には格闘技系の部活動がなく、町にも道場が存在しなかったため、小学生時代から続けていたサッカー部に所属した。
中京高等学校（現・中京大学附属中京高等学校）在学時は柔道を経験、柔道2段であった。
1988年秋、18歳の時にテレビで金メダリスト宮原厚次の試合を観戦した際に、初代タイガーマスクに憧れたとき以上の衝撃を受け、杉浦はプロレスラーよりもアマチュアレスラーになりたいと思うようになる。
高校卒業後は自衛隊に入隊し、自衛隊体育学校でレスリングを本格的に開始した。寮生活は規律が厳しく、走り込みやウエイトトレーニングなど合宿同様の負荷の高い練習を日常的に行い、週1回は隊外のレスリング道場にも通って技能を磨いた。
20代中盤からの数年間でアマチュアレスラーとして数々の競技実績を残しており、1994年のグレコローマン74kg級を含む3度の国体優勝歴に加え、1995年の天皇杯・全日本選手権大会ではグレコローマン82kg級で優勝している。1996年4月に中国・蕭山で開催されたアジア選手権でも4位と好成績を収めたが、3位以内というアトランタオリンピック出場にはあと1勝足りず、出場権を逃した。アトランタオリンピック後、杉浦は85kg級で次のシドニーオリンピックを目指したが、オリンピック出場を懸けた1999年の全日本選手権で当時大学生だった松本慎吾(後の日体大監督）に負けて出場を逃した。
その後、オリンピック出場を逃したため一般自衛隊員への異動を命ぜられるが、杉浦は自衛隊に残ることや一般企業への再就職には乗り気ではなく、幼少期の夢であったプロレスラーになることを再び考え始める。しかし当時既に29歳であった上、妻と1児を抱えていたため、安定した公務員生活を手放すかどうかで悩んでいた。そんなある日、妻から食事中に「これからどうするの？」と問われた際に、口ごもっていたところ、妻の方から「プロレスをやってみたら？」と勧められたため、自身の望みを妻に打ち明けて、レスラーになる決意を固めたという。
直後杉浦は自衛隊OBの本田多聞を慕って全日本プロレスに入門したが、直後に同団体が分裂。デビュー前の練習生の立場のまま三沢光晴が新たに旗揚げしたプロレスリング・ノアに入団した。

### 2000年
2000年12月23日、有明コロシアムにおける志賀賢太郎、金丸義信、森嶋猛戦で、ノア最初の新人レスラーとしてデビュー（パートナーは井上雅央と力皇猛）。

### 2001年
2001年4月18日、プロレスリングZERO-ONEに初参戦し、アレクサンダー大塚に敗れる。

### 2002年
2002年6月23日、総合格闘技PRIDE.21に初参戦し、ダニエル・グレイシーに判定負け。総合格闘技に挑戦したのはアマレスラーとしての忘れ物を探しに行くという感覚であり、本人もこれについて「アマチュア時代の気持ちがよみがえって刺激になりますからね」と話していた。

### 2003年
2003年9月12日、マイケル・モデストを破りGHCジュニアヘビー級王座を、2005年6月5日、金丸と組んで丸藤正道&KENTA組を破りGHCジュニアヘビー級タッグ王座を奪取。

### 2004年
2004年7月に齋藤彰俊・井上とダーク・エージェントを結成、一方でジュニア戦線では金丸ともタッグを結成、しばしば当時スターネスに在籍していた金丸にD.A.参入を誘うが毎回丁重に断られていた。また、団体外の活動として同年7月19日、PRIDE 武士道 -其の四-に参戦し、ジャイアント・シルバにサッカーボールキックでKO勝ちした。

### 2005年
2005年9月、斎藤とのD.A.先輩後輩コンビでGHCタッグ王座に初挑戦（王者は鈴木みのる・丸藤組）するが敗北。

### 2006年
2006年4月のパンクラスの「ヘビー級王座決定トーナメント」に出場。約3か月間練習期間を設けたものの、初戦で野地竜太にKO負けを喫した。同年6月に、GHCジュニアヘビー級王座に再度君臨、さらに8月に金丸と組んでGHCジュニアヘビー級タッグ王座を獲得し、ジュニア2冠を達成する。しかし12月から翌年1月に、GHCジュニア2冠を相次いで手放し、以降は「中堅で終わりたくない」という気持ちからヘビー級へと転向。

### 2007年
2007年からは高山善廣や丸藤とタッグを組むようになり、10月27日には丸藤正道と組んでGHCタッグ王座を獲得した。

### 2008年
2008年9月28日の戦極 〜第五陣〜でシャンジ・ヒベイロと対戦し、スタンドの膝蹴りでTKO負けを喫した。

### 2009年
2009年1月4日、三沢光晴とのタッグで新日本プロレスの東京ドーム大会に出場し、中邑真輔・後藤洋央紀組と対戦したが中邑の腕ひしぎ逆十字固めに敗れた。この時に殺伐としたファイトで存在感を発揮したことがのちのブレイクにつながったとされる。
それ以後定期的に新日本のリングに上がるようになり、7月には棚橋弘至の保持するIWGPヘビー級王座にNOAH勢で初めて挑戦するも敗退。8月にはG1 CLIMAXにも出場した。
12月6日、日本武道館にて潮﨑豪の保持するGHCヘビー級王座に挑戦し、これを奪取。丸藤以来となる当時のGHCグランドスラムを達成。これが認められ、12月10日に2009年プロレス大賞殊勲賞を受賞した。

### 2010年
2010年は、1月4日のレッスルキングダムで新日本プロレスの後藤洋央紀を相手にGHCベルト初防衛に成功し、2月28日にプロレスリング・ノア「The Second Navig. '10」最終戦で後藤と同じ新日本プロレスの真壁刀義相手に勝利を収めたほか、高山・秋山準・潮崎・森嶋猛など強敵を相手に防衛を続け、1年間ベルトを守り通した。この功績が認められてこの年のプロレス大賞最優秀選手賞を受賞した。

### 2011年
2011年1月1日付けで森嶋の後任として選手会長に就任する。
同年1月15日、大阪府立体育会館においてバイソン・スミスを相手に8度目の防衛に成功。防衛回数は単独2位となった。その後3月5日には有明でジャイアント・バーナードを、そして3月21日の福岡国際センターではトレバー・マードックを退けて防衛回数を遂に2桁の10回に乗せた（GHCヘビー級王座を10回以上防衛したのは、絶対王者でもある第6代王者・小橋建太が13回防衛して以来となる）。
トレバー戦終了後のインタビューで鈴木みのるを挑戦者に指名する。しかしそのインタビューで杉浦が東日本大震災の被災者への「落ち着いてから応援してくれれば…」と解釈出来るコメントに対し鈴木はまったく異なる意見を持っていたため、3月27日の6人タッグマッチ戦で鈴木に敗北した直後、鈴木から「俺は、お前に言いたい事がある」と前置きの上マイクを通して4分近くに渡り「プロレス感の相違」についての怒りをぶつけられ、バックステージインタビューでも「お前が俺と闘いたい？百年早いんだよ！」と鈴木がコメントし、GHC選手権の挑戦者指名を拒否されてしまう。だが、4月16日の後楽園ホール大会に鈴木が来場し杉浦の試合後にマイクを取り、鈴木が「自ら挑戦」を表明する事により一転してカードが成立した。そして5月8日の有明コロシアム大会にて鈴木とベルトを賭けて対戦、オリンピック予選スラムで防衛に成功し防衛記録は11回となった。
続いて同月の欧州ツアーにて自ら連続防衛戦を希望。1度防衛するごとに次大会で防衛戦開催を決定するというスタイルで3連続防衛（デイブ・マスティフ、クラウディオ・カスタニョーリ、鈴木鼓太郎）に成功し、小橋の13回の記録を一気に突破し、GHC連続防衛新記録を達成した。
また、グローバル・タッグ・リーグ戦で同じくパートナー不在であったディスオベイのモハメド・ヨネとタッグを組み出場し、即席タッグとの下馬評を覆し3チームタイの第3位の好成績を残した。これ以降、ヨネとのタッグを継続する。
7月10日、有明コロシアムでベルトを奪取した時の相手であった潮崎とGHCヘビー級選手権15度目の防衛戦を行うが潮崎の変形ノーザンライトボム（変形ゴー・フラッシャー）で敗れ、1年7ヶ月（防衛記録14回）という長期政権から陥落した。
同月23日、大阪府立体育館での佐々木健介戦では、試合開始直後から両者とも感情的かつ豪快にやり合い最後はパンチでの殴り合いから両者ともダウン。そのまま両者KOによる引き分けになり、決着がつかなかった。
8月17・18日ディファ有明大会で開催された2デイズ・タッグ・トーナメントでは、ANMUの青木篤志と組んで出場。1回戦で秋山・小川良成組と対戦し勝利する。決勝戦で高山とKENTAのNO MERCYと対戦したが敗北を喫し、準優勝となった。
9月29日に行われたプロレスリング・ノアの株主総会にて、同社の取締役に就任した。
10月、潮崎の保持するGHCに挑戦するため、KENTAとの挑戦者決定戦を行ったがgo 2 sleepで轟沈した。
11月、グローバル・リーグに出場する。序盤から連敗を重ねるも、KENTAをフロントネックロックで絞め落とし128秒殺勝利を収め、快調に試合を消化させていた健介との再戦ではオリンピック予選スラムで撃沈させ健介のビクトリーロードを阻むなど、後半戦で盛り返し大健闘の3位となった。
12月、新日本プロレスの後藤の指名で青木をタッグパートナーに従え、後藤・KUSHIDA組と対戦。KUSHIDAをオリンピック予選スラムでフォールを奪い、難無く勝利を収める。試合後、後藤が東京ドームでシングルでの再戦を要求しこれを承諾、東京ドームでの後藤との対戦はタッグ戦を含めて今回で4度目となる。

### 2012年
1月4日、東京ドーム大会「レッスルキングダム」にて後藤とシングルマッチで4度目の対戦。後藤の裏昇天からの昇天・改でフォールを奪われ、シングル初黒星となった。
同月中旬、丸藤と手を組み新ユニット「丸藤軍」を結成、ディスオベイの解散に伴い、丸藤軍加入を申し込んできたヨネを、「適正試験」という名目でシングルマッチを行いこれに勝利。試合後、ヨネのユニット加入に対し「保留」とコメントした。
3月18日の横浜文化体育館大会で森嶋猛の持つGHCヘビー級王座への挑戦が決まっていたが、3月7日の試合後に身体が激痛に襲われ、病院での診察の結果腰椎椎間板ヘルニアであることが判明、17日の試合から欠場。8月25日の後楽園ホール大会で復帰した。欠場期間中に105kgあった体重は89kgまで減少したが、増量しないまま体作りをして復帰している。

### 2013年
5月21日、方舟新章大会でKENTAにGHCヘビーに敗れて以降、ノアを面白くする理由で悪に染まりNO MERCY に新加入した。
12月31日、日本テレビ系列番組ダウンタウンのガキの使いやあらへんで!!の年末特番「絶対に笑ってはいけない地球防衛軍24時」に出演し、算数の問題を間違えたココリコの遠藤章造に罰ゲームでヘッドバットを喰らわせるレスラーとして番組に登場した。

### 2014年
右ひじ負傷のため、1月の全試合を欠場した。1月29日、ZERO1の新木場大会において田中将斗が「2月11日の後楽園ホール大会にタッグパートナーとして杉浦貴を連れてくる」と発言、2月3日のノア後楽園ホールでの復帰戦に田中がセコンドに付きタッグ結成のアピールとなった。その後ZERO1、ノア双方のリングでタッグで出場した。
2月22日、ディファ有明にてKENTAを相手にGHCヘビー級王座を防衛し、勝利者インタビューの後に「ナガダンス」を踊っていた永田裕志を背後から襲撃し、「神聖な緑のマットでヘンテコなダンス踊ってんじゃねぇよ、バカ！」と吐き捨て、同王座への挑戦を表明。3月8日、有明コロシアムにて挑戦するも敗れた。
4月、グローバル・タッグ・リーグ戦に田中と組んで出場し優勝する。
5月6日、ZERO1後楽園ホール大会にて大谷晋二郎・KAMIKAZE組に挑戦し、NWAインターコンチネンタルタッグ王座を獲得。続いて5月31日、ディファ有明にて森嶋、マイバッハ組に挑戦しGHCタッグ王座を獲得、タッグ二冠王者となった。
9月23日、新潟市体育館大会で自身共に初となる電流爆破マッチのリングに上がる。
10月から11月にかけて行われたグローバル・リーグ戦では田中、永田を相手に星を落とすも、優勝決定戦に進出。同じく反対ブロックから優勝決定戦に上がってきた関本大介を破り、初優勝を果たした。
12月6日、有明コロシアム大会にて丸藤の保持するGHCヘビー級王座に挑戦し、30分を超える激闘を繰り広げるも丸藤の虎王からの変形エメラルドフロウジョンを受け敗北した。
12月9日、弾丸ヤンキースとして田中とプロレス大賞の最優秀タッグチーム賞を受賞。

### 2015年
1月10日、The Mighty Don't Kneelに敗れ、GHCタッグ王座から陥落する。
4月19日から5月4日にかけて行われたグローバル・タッグリーグ戦では前年同様田中と組んで出場し、決勝戦でK.E.S.を破り2年連続の優勝を果たす。
5月10日、鈴木軍に流出したGHCタッグ王座をかけてK.E.S.に挑戦したが敗れ、王座奪取はならなかった。
9月19日、鈴木の持つGHCヘビーに挑戦したが敗れた。その後は飯塚高史と抗争を繰り広げる。
12月23日、飯塚とのシングルマッチに勝利するが同日のメインで鈴木を破り、GHCヘビー級新王者となった丸藤に裏切りのオリンピック予選スラムを仕掛け、鈴木軍に電撃加入を果たした。翌24日、ノアは杉浦の選手会会長の解任を発表した。

### 2016年
1月31日、横浜文化体育館大会でGHCヘビー級王座をかけて王者・丸藤に挑み、椅子攻撃を連発後、オリンピック予選スラムを決めて勝利し5年ぶりに同王座を戴冠した。
5月28日、潮崎に敗れてGHCヘビー級王座陥落。
7月30日、潮崎とのランバージャックデスマッチに勝利し最多タイとなる3度目のGHCヘビー級王座獲得に成功。
10月23日、中嶋勝彦とのGHCヘビー戦に敗れ、王座から陥落。
12月2日、メインイベントのGHCヘビー級選手権試合、中嶋vs鈴木みのる戦の試合後、鈴木軍のメンバーを蹴散らし、そして敗れた鈴木に裏切りのオリンピック予選スラムを決めて鈴木軍から脱退。翌3日のディファ有明大会、メインイベントで急遽カード変更によって鈴木との一騎討ちを行った。33分30秒の激闘の末オリンピック予選スラムで勝利を収め、これで杉浦は事実上鈴木軍をNOAHマットから追放した形となった。試合後には丸藤から再び共闘を呼び掛けられ握手を求められるもこれに応えず、一人でNOAHの選手全員と戦うことを表明した。

### 2017年
6月5日、心房細動の手術を行うため長期欠場することを発表。
10月28日、後楽園ホール大会における杉浦貴&拳王vs中嶋勝彦&LEONA戦にて復帰。

### 2018年
3月11日、横浜文化体育館にて拳王が保持するGHCヘビー級王座に挑戦し、これを奪取。
12月16日、清宮海斗に敗れ王座陥落。

### 2019年
KAZMA SAKAMOTO、NOSAWA論外と杉浦軍を結成。後に大原はじめ、鈴木秀樹 、桜庭和志、藤田和之も加入。
11月2日、新設されたGHCナショナル王座を賭けマイケル・エルガンと対戦。勝利を収めて初代王者になるとともにグローバル・オナード・クラウンのグランドスラムを改めて達成。11月26日、谷口周平を破りナショナル王座初防衛。12月27日には杉浦軍興行「犬ども全員集合！ 後楽園で吠えろ！」 を開催し、この大会はYouTubeで生配信された。メインイベントは杉浦貴・桜庭和志vs藤田和之・鈴木秀樹のタッグマッチ。重厚なレスリングを展開していたが拳王率いる金剛が乱入し、杉浦軍vs金剛のタッグマッチに変更。最後は杉浦がピンフォール勝ちで大会を締めくくった。

### 2020年
1月4日、後楽園大会でマサ北宮を破りナショナル王座2度目の防衛に成功。
2月24日、名古屋大会で清宮海斗を破り3度目の防衛に成功。自らの生まれ故郷で旗揚げ20周年記念ビッグマッチの第1弾を締めくくった。試合後田中稔が挑戦表明。
3月29日、後楽園大会（無観客試合）で田中を破り4度目の防衛。試合後には中嶋勝彦が登場し、「杉浦貴、防衛おめでとうございます。その赤くておいしいベルト、シンプルに取りたいんです。はっきり言います。挑戦表明です。どうですか」と次期挑戦者に名乗りを上げた。これに対し杉浦は、FIGHTING TV サムライと DDT UNIVERSEのテレビカメラに向かって「視聴者のみなさん、中嶋勝彦、YESかNOか」と問いかけると、しばらく間をおいて「オイ、YESらしいぞ、よしやろう。やってやるよ。場所はどこでもいい」と受諾した。
5月9日、中嶋に敗れGHCナショナル王座を手放す。
8月30日、桜庭とのタッグで潮崎＆中嶋を下し、GHCタッグ王座を獲得。その後、清宮海斗＆稲村愛輝組、マサ北宮＆征矢学組、丸藤正道＆船木誠勝組を相手に防衛。
12月6日、潮崎の持つGHCヘビー級王座に2年ぶりに挑戦。50分にわたる死闘の末、敗北。

### 2021年
3月7日、横浜大会で中嶋＆北宮組に敗れGHCタッグ王座を手放す。
4月29日、藤田和之を下しGHCナショナル王座を2度目の戴冠。

## 得意技
鍛え抜かれた肉体を駆使した寝技、投げ技が多く、小細工なしのパワーファイトを展開し、技に移行する際の気合いが他のレスラーを圧倒するのも特徴で新日本プロレスの実況ではそのパワーファイトスタイルから「重戦車」と例えられることが多い。杉浦と同じくアマチュアレスリング出身であるカート・アングルの得意技を多く取り入れている。

### フィニッシュ・ホールド
オリンピック予選スラム
杉浦の代名詞である主要フィニッシュ・ホールド。
相手をアルゼンチン・バックブリーカーの形に抱え上げ、そのままの勢いで倒れこみマットに叩きつける技。この技の元祖でもあるアングルは相手の背中・肩口から落とす形で使っているが、杉浦の場合は、デスバレー・ボムのように相手を高角度で相手頭部から落とす変型アングル・スラム（旧名オリンピック・スラム）。
大一番ではコーナー最上段から放つ雪崩式を使用することがある。
アングルは自身がオリンピック金メダリストであることから、かつて「オリンピック・スラム」の名称でこの技を使用していた。これに対し杉浦はオリンピック予選敗退であったため、技名にも予選が付けられた。
アンクルホールド
杉浦のもう一つのフィニッシュ・ホールド。うつぶせの相手の足首をひねり上げる関節技。杉浦の場合は仰向けになっている相手の足首を取り前転した勢いで相手を回転させ、うつ伏せ状態にしたところで仕掛けるというパターンを持つ。この技で杉浦はKENTAからギブアップを奪いGHCジュニアヘビーのベルトを獲得し、後藤や中嶋からはGHCヘビー級ベルトの防衛に成功している。ここからヒールホールドに移行して踵を極める場合もある。
フロントネックロック
座り込んで締め上げる事が多く、2011年のグローバル・リーグ戦ではKENTAを失神KOさせており、佐野巧真との対戦でもタップを奪い、また、拳王をこの技でKOし、GHCヘビー級を奪取するなどフィニッシュ技としても十分な威力を持つ。

### 打撃技
エルボー
こちらも張り手と同じく打撃合戦になるとよく使用する。杉浦は試合が終盤に差し掛かると膝立ち状態の相手の後頭部めがけてエルボーを打ち付けることがあり、一撃の効果は非常に高い。三沢の影響を受けてからか、ランニング式とマウント式も使用する。
逆水平チョップ
張り手
平手を横に振って相手の顔の側面を叩く技。打撃合戦になるとよく使用し、その際に気合いの声をあげる。
クローズライン
ローリング・ソバット
主にタッグマッチで使用。
フロント・ハイキック
基本的に助走をつけて放つことが多いが、相手が走って向かってきたところにカウンター技として用いることもある。
ランニング・ニー・バット
座っている相手、しゃがんでいる相手に助走をつけておもいっきり胴体、顔面をけり上げる技。時にはコーナーに座り込んだ相手の、逆さ刷り状態になった相手にも放つ。
サッカーボールキック
尻餅をついている相手の背中を利き足である左足の甲で思い切り蹴る技。
スピアー
コーナーに寄りかかっている相手に放ち、避けられて鉄柱やターンバックルに突っ込むのもお約束ムーブの1つである。

### 投げ技
ブレーンバスター
雪崩式ブレーンバスター
中年'sリフト（杉浦'sリフト）
アマチュアレスリングで使われる「俵返し」と同型の技。相手の背中越しに腰に手を回して力任せに裏返してしまう。杉浦はここからカナディアン・バックブリーカーに発展させることもある。名前はアレクサンドル・カレリンのカレリンズ・リフトに引っ掛けたもの。過去に断崖式で放ったことがある。
米満リフト
ロンドン五輪レスリング金メダリストの米満達弘直伝。両足タックルから一気に相手を担ぎ上げ、自らがマットにダイブするようにたたきつける。そのままジャックナイフ式に固めフォールを奪う。
フルネルソン・スープレックス
フルネルソン（羽交い締め）から後方へ投げる技。ホールド式も使う。ビッグマッチ等ではジャーマンからのロコモーション式で使用することが多い。
フロント・スープレックス
相手を前方から抱えて後方へ放り投げる技。
ハイクラッチ・ジャーマン・スープレックス
通常と違い、鳩尾から胸の辺りをクラッチするジャーマン・スープレックス。投げっぱなし式の場合、投げられた相手は顔面あたりからマットに叩きつけられることになる。
ターンバックル・ジャーマン・スープレックス
リングの対角線上に設置されているターンバックル目掛けて相手を投げつける、投げっぱなしジャーマン・スープレックス。あまりにも危険すぎるため、基本的には、大一番しか使用しない。
水車落とし
主に串刺し式のスピアーからの連携で放つ。最近はほとんど使っていない。
雪崩式フランケンシュタイナー
主に大一番で使用することが多いが、相手との体格の関係で敢行中に足のクラッチがはずれたり体勢が崩れることがある。2010年12月の森嶋戦の際、上記の理由で足のクラッチがはずれ、脳天から真っ逆さまにリングに落下して自爆する形となっている。

### 関節技
ボストンクラブ

### 合体技
ダブルインパクト
桜庭和志との連携技である。

## エピソード
- 総合格闘技ルールの試合にも出場している。
- 東京スポーツ紙上で人生相談を行っている。自らをスピリチュアル・カウンセラーと称している。
- 2009年6月14日、前日に三沢光晴が急逝した翌日に行われた博多スターレーン大会の開場前、前日の広島県立総合体育館グリーンアリーナ（小アリーナ）大会で三沢とともにGHCタッグ選手権試合に臨み、三沢最後のタッグパートナーとなった潮崎豪が涙を流していた。潮崎は誰にも気づかれないように頭からタオルをかぶっていたが、その一部始終を見ていた杉浦は潮崎に「泣くのなら、終わってから泣けよ」と言葉をかけた[23]。この言葉で潮崎は気持ちを入れ替えることができ、この日のメインイベントで行われたGHCヘビー王座決定戦で力皇猛を相手に勝利し、デビューから4年1か月での同王座戴冠を果たした[24]。試合後の会見で、潮崎は杉浦に言われていたように涙を流してコメントを発した[24]。
- 2010年に日清食品チルド「つけ麺の達人 」のCMに公募し出演していた。
- 自他ともに認めるキャバクラ好き。人呼んで「Mr.ススキノ」[25]。かつてはキャバクラ好きが昂じて「Global Honored Cabacura」（通称「GHCキャバ」「キャバクラベルト」）という独自のチャンピオンベルトを製作していたこともある[26]。
- 愛犬家で知られ、自身の軍団のTシャツには愛犬の顔がプリントされている[27]。
- 女子サッカー選手の杉浦華穂は実娘。[28]

## タイトル歴
プロレスリング・ノア
史上2人目のGHCジュニア2冠王者で、史上2人目のノアが主催するヘビー級シングル、タッグの両リーグ戦を制覇した選手。史上初のグローバル・オナード・クラウン全5王座戴冠達成者。
- 第16代・第25代・第27代・第31代GHCヘビー級王座
- 初代・第5代GHCナショナル王座
- 第16代・第27代・第31代・第38代・第50代・第54代・第58代・第62代・第64代・第67代・第72代GHCタッグ王座（パートナーは丸藤正道（第16代・第27代・第67代）⇒ 田中将斗（第31代）⇒ 拳王（第38代）⇒ KAZMA SAKAMOTO（第50代）⇒ 桜庭和志（第54代）⇒ 鈴木秀樹（第58代）⇒ 小島聡（第62代）⇒ 谷口周平（第64代）⇒ マサ北宮（第72代）
- 第7代・第11代GHCジュニアヘビー級王座
- 第2代・第4代GHCジュニアヘビー級タッグ王座（パートナーは金丸義信）
- グローバル・リーグ戦
  - 2014年大会 - 優勝
- グローバル・タッグ・リーグ戦
  - 2014年大会・2015年大会 ・2019年大会 - 優勝（パートナーは田中将斗2大会→KAZMA SAKAMOTO）

プロレスリングZERO1
- 第30代世界ヘビー級王座
- 第30代NWAインターコンチネンタルタッグ王座（パートナーは田中将斗）
- 風林火山
  - 2014年大会 - 優勝（パートナーは田中将斗）

プロレス大賞
- 2009年度プロレス大賞 殊勲賞
- 2010年度プロレス大賞 最優秀選手賞
- 2014年度プロレス大賞 最優秀タッグチーム賞（田中将斗とのタッグ）
- 2020年度プロレス大賞 最優秀タッグチーム賞（桜庭和志とのタッグ）

## 入場テーマ曲
杉浦はロック音楽に造詣が深く、ほとんどがロック歌手・グループの楽曲を使用している。
- UNLEASH（現在使用）[29]
- Killing Machine  [30]
- G.W.D / THEE MICHELLE  GUN ELEPHANT [31]
- When Love Comes To Town / U2[32]
- ミサイルマン / ザ・ハイロウズ [33]
- ROAD TO SUSUKINO〜ススキノへ行こう!〜 / 札幌太郎と北海兄さんずwith五十嵐浩晃（北海道大会限定）
- FELL IN LOVE WITH A GIRL / ザ・ホワイト・ストライプス [34]
- DO THE EVOLUTION / パール・ジャム [35]
- God part2 / U2 [36]
- WAR / ブルース・スプリングスティーン [37]

## 戦績
| 総合格闘技 戦績 | 総合格闘技 戦績 | 総合格闘技 戦績 | 総合格闘技 戦績 | 総合格闘技 戦績 | 総合格闘技 戦績 | 総合格闘技 戦績 |
| --------------- | --------------- | --------------- | --------------- | --------------- | --------------- | --------------- |
| 4 試合          | (T)KO           | 一本            | 判定            | その他          | 引き分け        | 無効試合        |
| 1 勝            | 1               | 0               | 0               | 0               | 0               | 0               |
| 3 敗            | 2               | 0               | 1               | 0               | 0               | 0               |

| 勝敗 | 対戦相手             | 試合結果                       | 大会名                  | 開催年月日    |
| ×    | シャンジ・ヒベイロ   | 3R 4:18 TKO（膝蹴り）          | 戦極 〜第五陣〜         | 2008年9月28日 |
| ×    | 野地竜太             | 1R 3:25 KO（踏みつけ）         | PANCRASE 2006 BLOW TOUR | 2006年4月9日  |
| ○    | ジャイアント・シルバ | 1R 2:35 TKO（パウンド）        | PRIDE 武士道 -其の四-   | 2004年7月19日 |
| ×    | ダニエル・グレイシー | 3R（10分/5分/5分）終了 判定1-2 | PRIDE.21                | 2002年6月23日 |

## メディア出演

### テレビドラマ
- あなたの人生お運びします! 第5話（2003年、TBS） - ボディガード 役 ※高山善廣と共に出演。
- 若者たち2014 第1話、第5話、第8話、第10話（2014年7月 - 9月、フジテレビ） - 杉浦貴 役[38][39]

### バラエティ
- 絶対に笑ってはいけない地球防衛軍24時（2014年12月31日、日本テレビ）- ミッションとして出された計算問題を間違えたココリコの遠藤章造にヘッドバットを決めに来た。
- リンカーン（2013年8月20日、TBS） - 罰ゲームで芸人にプロレス技を決める。

### MV
- FUNKIST「ALL TOGETHER」（2011年8月24日、ポニーキャニオン）
- いきものがかり「ラブとピース!」（2015年）[40]

### CM
- つけ麺の達人（2010年、日清食品チルド）